# Sarcophyton trocheliophorum
Sarcophyton trocheliophorum (von Marenzeller, 1886) è un ottocorallo della famiglia Alcyoniidae.